# Lennart Magnusson
Lennart Carl Oscar Magnusson (Stockholm, 1924. január 1. – Sundsvall, 2011. szeptember 2.) olimpiai ezüstérmes svéd párbajtőrvívó.